# Mokhóvoie (Kromi)
|  | Per a altres significats, vegeu «Mokhóvoie». |

Mokhóvoie (en rus: Моховое) és un poble de l'óblast d'Oriol, a Rússia, segons el cens del 2010 tenia 138 habitants. Pertany al districte municipal de Kromi.